# Jarmo Kärnä
Jarmo Kalevi Kärnä (Valtimo, Finska, 4. kolovoza 1958.) je bivši finski skakač u dalj. Bio je član atletskog kluba Lahden Ahkera iz Lahtija dok je najveći uspjeh ostvario na Europskom dvoranskom prvenstvu 1992. gdje je osvojio broncu preskočivši 7,96 m. Najbolji rezultat je postignut 1989. godine u Rigi (8,16 m) te su ga on i Rainer Stenius držali kao nacionalni rekord do 2005. Tada ga je srušio Tommi Evilä u kvalifikacijama za Svjetsko prvenstvo u Helsinkiju.
Kärnä je osam puta bio finski prvak u skoku u dalj te slovi za atletičara koji se najduže natjecao u dresu reprezentacije, odnosno od 1981. do 1994. godine.

## Vanjske poveznice
- Profil atletičara na Sports-reference.com